# Polycentropus grandis
Polycentropus grandis là một loài Trichoptera trong họ Polycentropodidae. Chúng phân bố ở miền Australasia.